# Торговое представительство России в США
Торговое представительство Российской Федерации в Соединённых Штатах Америки (Торгпредство России в США) было открыто 3 октября 1973 года. До этого времени в США действовал аппарат торгового советника при посольстве СССР в Вашингтоне. С 1974 года в составе генерального консульства СССР (впоследствии Российской Федерации) в Сан-Франциско была выделена группа внешнеторговых сотрудников. В 1994 году начало работу отделение торгпредства в Нью-Йорке.
31 августа 2017 года Госдепартамент США потребовал от России прекращения дипломатической деятельности в зданиях торгового представительства в Вашингтоне и отделении торгпредства в Нью-Йорке. Требование было выполнено ко 2 сентября.

## Функции Торгпредства
Торгпредство России в США является составной частью дипломатического представительства Российской Федерации и действует под непосредственным политическим руководством посла Российской Федерации. Общее руководство его деятельностью осуществляет Министерство экономического развития Российской Федерации.
Торговое представительство представляет интересы Российской Федерации в США во всём, что касается внешней торговли и защиты её экономических интересов. Оно призвано содействовать укреплению российско-американских торгово-экономических отношений, развитию инвестиционного сотрудничества и реализации совместных инвестиционных проектов.
Торгпредство взаимодействует с правительственными учреждениями США торгово-экономического блока, а также работает с неправительственными организациями, представляющими интересы частного бизнеса.
В сферу ведения Торгпредства входят вопросы оказания консультационной помощи, информационного и иного содействия как российским, так и американским компаниям по вопросам выхода на рынки двух стран.
Торгпредство России в США оказывает правовую помощь и содействие участникам внешнеэкономической деятельности в части вопросов, касающихся регулирования внешнеэкономической деятельности и таможенного законодательства двух стран, принимает участие в организации и проведении различных мероприятий, в том числе ярмарок, конференций, семинаров, выставок, иных мероприятий, направленных на продвижение интересов российского экспорта.

### История здания торгпредства России в США
Здание особняка Лотропа (Lothrop Mansion), также известно как дом Элвина Мейсона Лотропа (The Alvin Mason Lothrop House), в котором размещается торговое представительство Российской Федерации, было построено в 1911 году по проекту архитекторов Джозефа Хорнбловера (Joseph Coerten Hornblower) и Джеймса Маршалла (James Rush Marshall), создавшими многие архитектурные сооружения округа Колумбия. Стоимость проекта составила 100 000 долларов США.
Элвин Мейсон Лотроп был одним из основателей, а также первым вице-президентом сети торговых центров Woodward and Lothrop Department Store, или «Woodies».
Элвин Мейсон Лотроп скончался в декабре 1912 года, и особняк перешёл по наследству к его дочери Гарриет Лотроп (Harriet Lothrop), в замужестве Лутрелл (Luttrell). Впоследствии здание находилось в собственности родных и близких миссис Лутрелл. В сентябре 1947 года особняк был передан в аренду Панамериканскому санитарному бюро (The Pan American Sanitary Bureau).
В период с 1965 по 1975 годы здание было частной резиденцией Натаниэля и Элизабет Лутрелл (Nathaniel H. Luttrell, Jr., Elizabeth F. Luttrell).
С января 1975 года по сентябрь 2017 года в здании по адресу 2001 Connecticut Avenue, NW, Washington, DC, 20008, размещалось Торговое представительство Российской Федерации в США.